# Bozen Green
Bozen Green – wieś w Anglii, w hrabstwie Hertfordshire. Leży 16 km na północny wschód od miasta Hertford i 48 km na północ od centrum Londynu.